# Steven Ogg
Steven Ogg, född 4 november 1973, är en kanadensisk skådespelare som föddes i Edmonton 1973 men växte upp större delen av sitt liv i Calgary.  Han har mest gjort sig känd för rollerna som Simon i The Walking Dead och Trevor Phillips i spelet GTA V, varav den första han blev prisbelönt för.  Tillsammans med sina medskåspelare däribland Ned Luke, Shawn Fonteno och Gerald Jonhson blev han nominerad till Behind the Voice Actors Awards pris för bästa skådespelarensemble.

## Priser och nomineringar
| Pris                           | År   | Kategori                                         | Resultat  |
| ------------------------------ | ---- | ------------------------------------------------ | --------- |
| Spike Video Game Awards        | 2013 | Best Voice Actor                                 | Nominerad |
| BAFTA Awards                   | 2014 | Best Performer                                   | Nominerad |
| Behind the Voice Actors Awards | 2014 | Best Male Lead Vocal Performance in a Video Game | Nominerad |
| Behind the Voice Actors Awards | 2014 | Best Vocal Ensemble in a Video Game              | Nominerad |
| CinEuphoria Awards             | 2020 | Merit - Honorary Award                           | Vinnare   |